# Concert voor strijkorkest (Leighton)
Kenneth Leighton componeerde zijn Concert voor strijkorkest in 1960 en 1961; in september van dat jaar voltooide hij het.

## Geschiedenis
Het concert volgde op een periode van rondreizen van Leighton. Hij was achtereenvolgens in Rome en kreeg daar onderricht van Goffredo Petrassi, professor harmonieleer in Deal (Kent) en was betrokken bij de universiteit van Leeds. Vervolgens vertrok hij naar Edinburgh om daar colleges te geven aan de University of Edinburgh. Petrassi, een veel modernere componist qua stijl heeft een behoorlijke invloed gehad op Leighton.

## Muziek
Het werk zweeft in tussen romantiek, neoclassicisme en serialisme, zonder dat de ene stijl de andere in de weg zit. De muziek is in zekere zin schatplichtig aan Dmitri Sjostakovitsj; het heeft iets weg van zijn ironie. Deel 2 van het werk wordt volledig pizzicato gespeeld. Deel 3 lijkt het meest op muziek van de Russische componist; het doet sterk denken aan de opening van zijn vijfde symfonie met zijn opvallende verminderde sexten.
Het heeft een klassieke driedelige opzet:
1. Lento sostenuto – tempo giusto, sempre sostenuto – movendosi un poco ma non troppo, sempre sostenuto – tempo I
2. Molto ritmico – scherzoso – piu animato – sempre tempo giusto alla fine
3. Adagio maestoso, alla marcia e largament – allegro precipitoso – ancora piu animato – sempre piu animato – precipitoso – tempo giusto – piu largo e molto sostenuto – sempre largo ed alle marcia.

## Discografie en bron
- Uitgave Chandos: BBC National Orchestra of Wales o.l.v. Richard Hickox; een opname uit 2006.